# Geghuni Tschittschjan

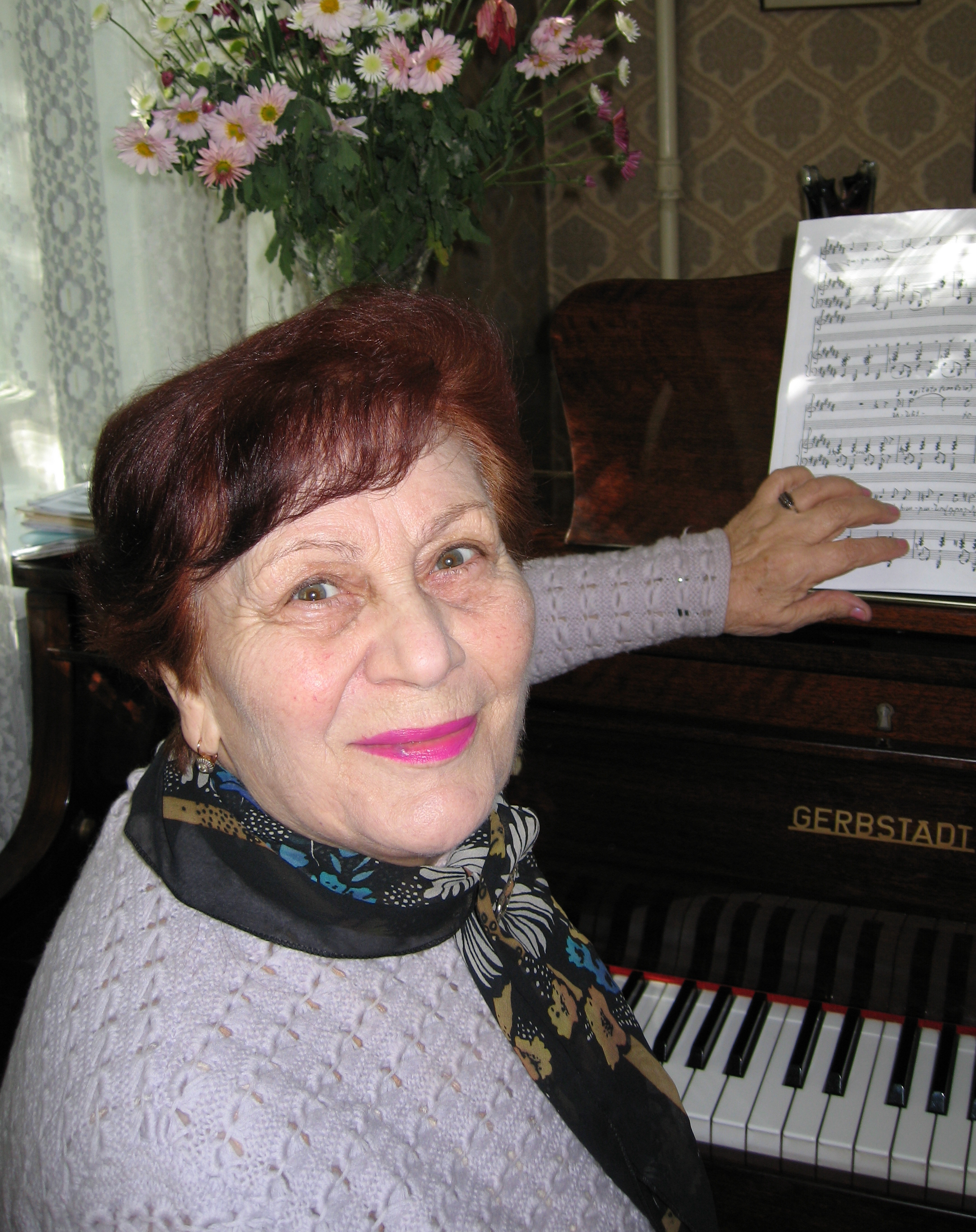
Geghuni Tschittschjan, 2021

Geghuni Tschittschjan (armenisch Գեղունի Չիտչյան, Geghuni Tschittschjan; russisch Гегуни Оганесовна Читчян, Geguni Oganessowna Tschittschjan, wiss. Transliteration Geguni Oganesovna Čitčjan; Schreibweise des Nachnamens auch Chitchyan oder Chitchian; * 30. August 1929 in Leninakan, heute Gjumri, Armenische SSR, Sowjetunion, heute Armenien) ist eine armenische Komponistin.

## Leben
Geghuni Tschittschjan veröffentlichte schon mit 10 Jahren ihre erste Komposition. Sie besuchte zunächst die Musikschule Kara-Mursa in ihrer Geburtsstadt und belegte anschließend die Fächer Klavier und Komposition in der Begabtenklasse des Tschaikowski-Musikgymnasiums Jerewan. Von 1947 bis 1953 studierte sie am Staatlichen Konservatorium Jerewan Komposition bei Grigor Jeghiasarjan. Ihr 1951 während des Studiums entstandenes Streichquartett wurde von Dmitri Schostakowitsch lobend hervorgehoben.
Ab 1953 unterrichtete sie an der Konstantin-Saradschew-Musikschule und war als Musiklehrerin und Komponistin tätig. 1955 wurde sie als Mitglied in den Komponistenverband der Sowjetunion und in den armenischen Komponistenverband aufgenommen. Ihre Werke wurden häufig ausgezeichnet, so gewann sie u. a. mit ihrem einsätzigen Orchesterwerk Здравствуй, утро! (Hallo, Morgen!), dessen „jugendlicher Geist“ die Jury um Aram Chatschaturjan überzeugt hatte, den ersten Preis 1968 beim Allunions-Wettbewerb in Moskau. Die Reihe derartiger Erfolge setzte sich fort, insgesamt war sie Preisträgerin bei rund 20 Wettbewerben.
Ab 1971 lehrte sie am Konservatorium Jerewan. 1980 wurde sie mit dem Titel Verdienter Künstler ausgezeichnet. 1982 erhielt sie am Konservatorium eine Assistenzprofessur, 1990 wurde sie dort Professorin. An weiteren Auszeichnungen folgten die Moses-von-Choren-Medaille 2009 und der Titel Volkskünstler der Republik Armenien 2011. Tschittschjans Kompositionen wurden weltweit aufgeführt, u. a. in Polen, Bulgarien, im Libanon, in Syrien, Großbritannien, Frankreich, der Schweiz, Kanada und den USA. 2014 fand zu ihrem 85. Geburtstag ein Tribute Concert mit dem Armenischen Philharmonischen Orchester in Jerewan statt, zu ihrem Neunzigsten 2019 folgten Konzerte in Wanadsor und in ihrer Geburtsstadt Gjumri.

## Schaffen
Geghuni Tschittschjan schrieb Orchesterwerke, darunter sinfonische Werke, Konzerte, Ouvertüren und Suiten, außerdem Chor-, Kammer-, Klavier- und weitere Vokalmusik, insbesondere Lieder und Romanzen, sowie Musik fürs Theater und für Kinder. Ihre Vokalzyklen verarbeiten Texte vor allem aus der armenischen Literatur, u. a. von Silwa Kaputikjan, Howhannes Schiras, Jeghische Tscharenz und Paroujr Sewak. Stilistisch verbindet sie Einflüsse der armenischen Volksmusik und der modalen Harmonik mit Kompositionstechniken der frühen Moderne, vor allem mit Elementen des Neoklassizismus, der Neoromantik und des Impressionismus. Darüber hinaus entwickelte sie in der Tradition Aram Chatschaturjans die Technik parallel verschobener Akkorde weiter und setzte, etwa im Violinkonzert, eine auf Quarten gründende Harmonik ein. Die Musikwissenschaftlerin Susanna Amatuni veröffentlichte 2003 eine umfassende Monographie über Leben und Werk Geghuni Tschittschjans.

## Diskografie
Tschittschjans Kompositionen wurden vielfach auf Tonträger eingespielt. Eine Übersicht zu Sowjetzeiten listet im Zeitraum von 1957 bis 1985 insgesamt 14 Alben auf. Auch nach 1990 entstanden zahlreiche Aufnahmen, u. a. liegt ihr Klavierzyklus Armenische Bas-Reliefs in Einspielungen von Hayk Melikyan (2011, Baby) und Sofya Melikyan (2019, IBS) vor.

## Sonstiges
Ihr Bruder Genrich Oganessowitsch Tschittschjan (1935–2013) war Geiger im Orchester am Kirow-Theater, dem späteren Mariinski-Theater.

## Werke (Auswahl)

### Instrumentalwerke
- Streichquartett, 1951
- Sonate für Cello und Klavier, 1952
- Children’s Suite für Orchester, 1956
- Ballet Suite für Orchester, 1957
- Yeritasardakan (Jugend) für Orchester, 1960
- 7 Pictures for Children für Orchester, 1964
- Children’s Pictures für Klavier, 1966
- Bari lujs! (Здравствуй, утро!, Hallo, Morgen!) für Orchester, 1967
- Pieces für Trompete und Klavier, 1970
- Suite für Geigenensemble, 1970
- Haykakan khorakandakner (Armenische Bas-Reliefs) für Klavier, 1972
- Ensembles für Klavier zu vier Händen, 1976
- Violinkonzert, 1976
- Pieces für Trompete und Klavier, 1977
- 2 Pieces für Holzbläserquintett, 1977
- Sonate für Trompete und Klavier, 1979
- Pieces für Oud, Shvi, Kanun, 1981–1985
- Vardavar (Dawn) für Klavier zu vier Händen, 1982
- Sonate für Cello, 1983
- Klavierkonzert (Youthful), 1984
- Sonate für Viola und Klavier, 1986
- Sonatine für Klavier, 1987
- Kammersinfonie (In memoriam Aram Chatschaturjan) für Streichorchester, 1988
- Quintett für 4 Flöten und Soloflöte, 1989
- Ein Album für Kinder für Klavier, 1990
- Sonate für Oud und Klavier, 1990
- Armenian Sketch für Trompete und Klavier, 2001
- Humoresque für Trompete und Klavier, 2001
- Sonate für Klarinette und Klavier, 2006
- Burlesco für Fagott und Klavier, 2007
- Lace für Flöte und Klavier, 2007
- Noveletta für Fagott und Klavier, 2007
- Estampes für Klavier, Violine und Cello, 2012

### Vokalwerke
- Im Hayastan (Mein Armenien), Kantate (Text: G. Sarjan, M. Markaraian), 1959
- Konzert für Stimme und Orchester, 1963
- Hayreni k'arer (Native Stones), Suite (nach: Silwa Kaputikjan), 1966
- Tarva yeghanakner (Die Jahreszeiten), Kantate (Text: S. Kharazian, P. Mikaelian, Sarmen), 1972
- Anhayt zimvor'e (Der unbekannte Soldat) Poem-Epitaph (Text: S. Muradian), 1975
- Dzon Hayrenikin (Eine Ode an die Heimat) (Text: Muradian), 1976
- Ashnan terev (Ein Herbstblatt) (Text: Ts. Shogents), 1977
- Hayots dzar'e (Der Baum Armeniens), Poem (Text: Muradian), 1980
- Три молитвы (Drei Gebete), 2000
- In Mtnadzor, Where Are You (Text: Jeghische Tscharenz), 2010

### Vokalzyklen
- 5 Lieder (Text: Howhannes Schiras), 1955
- 5 Lieder (Text: Jeghische Tscharenz), 1957
- Siro yerger (Lieder von der Liebe), Liederzyklus (Text: S. Kaputikjan), 1961
- 5 Lieder (Text: Paroujr Sewak), 1964
- Ejer Isahakyantis (Isahakian Verses), Liederzyklus (Text: A. Isahakian), 1975
- Yerku shshuk (2 Whispers), Liederzyklus (Text: V. Davtian), 1979
- The Mountain Declined (Text: A. Saghian), 1981
- 4 Lieder (Text: S. Safarian), 1993
- Surb hogi (The Sacred Soul), Liederzyklus (Text: Nerses Pozapalian), 1995